# Lake-Clark-Nationalpark

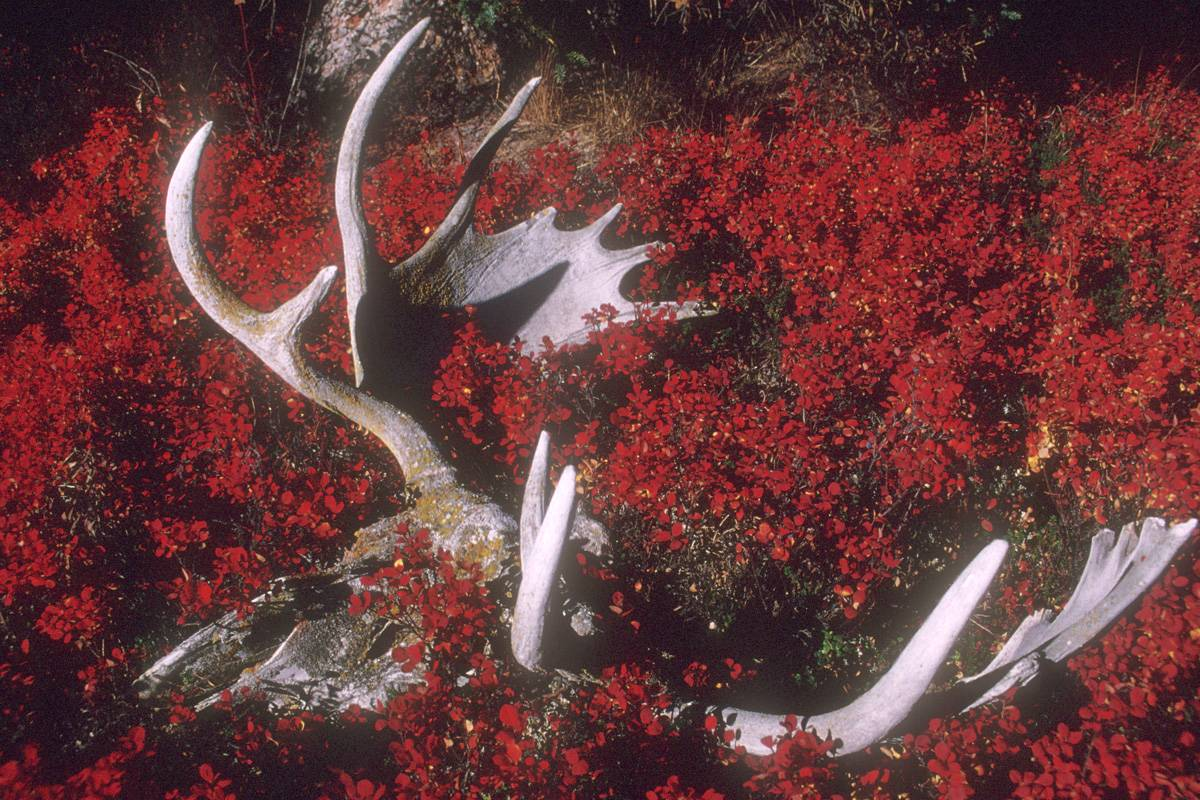
Elchgeweih im Nationalpark

Der Lake-Clark-Nationalpark (englisch Lake Clark National Park and Preserve) ist ein Nationalpark der USA in Alaska. Er wurde 1980 im Rahmen des Alaska National Interest Lands Conservation Acts gegründet. Das Preserve wird von der Weltnaturschutzunion in der Kategorie II (Nationalpark) geführt. In Port Alsworth befindet sich ein Besucherzentrum.
Im Parkgebiet geht in den Chigmit Mountains die Alaskakette, die Bergkette des zentralen Alaskas, in die Aleutenkette über, die sich über den Aleuten-Inselbogen fortsetzt. Zur Aleutenkette gehören aktive Vulkane, darunter die beiden höchsten Berge des Parks Mount Redoubt (3059 m) und Mount Iliamna (3054 m). In den Bergen liegt eine Vielzahl an Gletschern, Bächen sowie Flüssen und Seen. Der namensgebende Lake Clark ist der größte See im Gebiet und ein bedeutendes Laichgebiet für den Rotlachs. Weitere Seen im Nationalpark sind die Twin Lakes, Turquoise Lake und Kontrashibuna Lake.
Zum Park gehören 200 km Meeresküste am Cook Inlet, der langgestreckten Bucht zwischen der Kenai-Halbinsel und dem Festland.
Clark Lake National Park and Preserve ist insgesamt 16.300 km² groß, wobei sich die Fläche aus 10.600 km² für den eigentlichen Nationalpark und 5700 km² für die National Preserve zusammensetzt. Die Preserve hat einen geringeren Schutzstatus, in ihr ist die Jagd zulässig, sie besitzt jedoch keine touristischen Einrichtungen oder markierte Wege, und sie wird mit dem Nationalpark zusammen durch den National Park Service verwaltet.

Der Park ist nicht an das Straßennetz angeschlossen und nur per Flugzeug oder im Küstenstreifen per Boot zu erreichen. Im Durchschnitt besuchen weniger als 5000 Menschen pro Jahr das Gebiet. Eine der Attraktionen des Parks ist eine Blockhütte am Ufer der Twin Lakes, in der der Aussteiger Richard Proenneke von 1968 bis 1999 lebte und die er selbst baute.